# Оливер, Эд
Эдвард Оливер (англ. Edward Oliver, 12 декабря 1997, Хьюстон, Техас) — профессиональный футболист, выступающий на позиции дефенсив тэкла в клубе НФЛ «Баффало Биллс». На студенческом уровне играл за команду Хьюстонского университета.

## Биография

### Ранние годы
Эд Оливер родился 12 декабря 1997 года в Хьюстоне. Там же он окончил старшую школу Уэстфилда. За последние два года выступлений за её команду Оливер сделал 146 захватов, в том числе четырнадцать с потерей ярдов, семь сэков и подобрал один фамбл. Сайт 247Sports оценил его на пять звёзд и поставил на тринадцатое место среди всех выпускников школ в стране. В мае 2015 года Оливер поступил в Хьюстонский университет, где учился его старший брат Маркус.

### Любительская карьера
За первые два сезона студенческой карьеры Оливер провёл за команду двадцать четыре игры, сделав 139 захватов, в том числе 39,5 с потерей ярдов, и 10,5 сэков. По итогам 2017 года он вошёл в состав символической сборной звёзд NCAA, а также получил награду Аутленд Трофи, вручаемую лучшему внутреннему линейному сезона. По мнению главного тренера команды Мейджора Эпплуайта, Оливер в 2018 году должен был войти в число претендентов на Приз Хайсмана лучшему игроку студенческого футбола. В марте 2018 года, ещё до начала своего третьего сезона в колледже, Эд объявил о намерении выставить свою кандидатуру на драфт НФЛ 2019 года. В сезоне 2018 года Оливер сыграл в восьми матчах, пропустив часть сезона из-за травмы колена. Также у него возник небольшой конфликт с тренером команды. В проведённых играх он сделал 54 захвата, в том числе 14,5 с потерей ярдов. В ноябре он сообщил о том, что пропустит боульную игру, чтобы избежать возможных травм перед драфтом.

#### Статистика выступлений в NCAA
| Сезон | Команда        | Игры | Захваты | Захваты | Захваты | Захваты | Захваты | Перехваты | Перехваты | Перехваты | Перехваты | Перехваты | Фамблы | Фамблы | Фамблы | Фамблы |
| Сезон | Команда        | Игры | Solo    | Ast     | Tot     | Loss    | Sk      | Int       | Yds       | Y/R       | TD        | PD        | FR     | Yds    | TD     | FF     |
| ----- | -------------- | ---- | ------- | ------- | ------- | ------- | ------- | --------- | --------- | --------- | --------- | --------- | ------ | ------ | ------ | ------ |
| 2016  | Хьюстон Кугарс | 12   | 46      | 19      | 65      | 22,0    | 5,0     | 0         | 0         | 0,0       | 0         | 6         | 0      | 0      | 0      | 2      |
| 2017  | Хьюстон Кугарс | 12   | 47      | 26      | 73      | 16,5    | 5,5     | 0         | 0         | 0,0       | 0         | 3         | 1      | 0      | 0      | 2      |
| 2018  | Хьюстон Кугарс | 8    | 29      | 25      | 54      | 14,5    | 3,0     | 0         | 0         | 0,0       | 0         | 2         | 0      | 0      | 0      | 1      |
| Всего | Всего          | 32   | 122     | 70      | 192     | 53,0    | 13,5    | 0         | 0         | 0,0       | 0         | 11        | 1      | 0      | 0      | 5      |

### Профессиональная карьера
Перед драфтом НФЛ 2019 года обозреватель сайта CBS Райан Уилсон называл Оливера одним из самых опасных его игроков и отмечал, что за счёт физической силы и быстрого первого шага он может быстро прорывать линию нападения соперника и успешно атаковать как при выносных, так и при пасовых розыгрышах. Сильные стороны игрока, к которым относили низкий центр тяжести и резкий стартовый рывок, в перспективе позволяли ему занять позицию тэкла третьей техники (четвёртого линейного в схемах защиты 4—3 или 4—2—5). Драфт-аналитик CBS Крис Трапассо сравнил Оливера с одним из лучших игроков 1990-х годов Джоном Рэндлом.
На драфте Оливер был выбран клубом «Баффало Биллс» в первом раунде под общим девятым номером. В мае он подписал с командой контракт на общую сумму 19,675 млн долларов.
Первые семь матчей регулярного чемпионата 2019 года Оливер начал в стартовом составе команды, но испытывал некоторые проблемы и был переведён в запас перед игрой девятой недели против «Редскинс». После этого он начал прогрессировать и к концу сезона стал одним из ключевых игроков защиты «Биллс». Свою лучшую игру Оливер показал в матче против «Далласа», в котором он сделал два сэка, сбил один пас и форсировал фамбл.

#### Статистика выступлений в НФЛ

##### Регулярный чемпионат
| Сезон | Команда       | Игры | Захваты | Захваты | Захваты | Захваты | Захваты | Перехваты | Перехваты | Перехваты | Перехваты | Перехваты | Фамблы | Фамблы | Фамблы | Фамблы |
| Сезон | Команда       | Игры | Solo    | Ast     | Tot     | Loss    | Sk      | Int       | Yds       | Y/R       | TD        | PD        | FR     | Yds    | TD     | FF     |
| ----- | ------------- | ---- | ------- | ------- | ------- | ------- | ------- | --------- | --------- | --------- | --------- | --------- | ------ | ------ | ------ | ------ |
| 2019  | Баффало Биллс | 16   | 24      | 19      | 43      | 5,0     | 5,0     | 0         | 0         | 0,0       | 0         | 2         | 0      | 0      | 0      | 1      |
| Всего | Всего         | 16   | 24      | 19      | 43      | 5,0     | 5,0     | 0         | 0         | 0,0       | 0         | 2         | 0      | 0      | 0      | 1      |

##### Плей-офф
| Сезон | Команда       | Игры | Захваты | Захваты | Захваты | Захваты | Захваты | Перехваты | Перехваты | Перехваты | Перехваты | Перехваты | Фамблы | Фамблы | Фамблы | Фамблы |
| Сезон | Команда       | Игры | Solo    | Ast     | Tot     | Loss    | Sk      | Int       | Yds       | Y/R       | TD        | PD        | FR     | Yds    | TD     | FF     |
| ----- | ------------- | ---- | ------- | ------- | ------- | ------- | ------- | --------- | --------- | --------- | --------- | --------- | ------ | ------ | ------ | ------ |
| 2019  | Баффало Биллс | 1    | 0       | 4       | 4       | 0       | 0       | 0         | 0         | 0,0       | 0         | 0         | 0      | 0      | 0      | 0      |
| Всего | Всего         | 1    | 0       | 4       | 4       | 0       | 0,0     | 0         | 0         | 0,0       | 0         | 0         | 0      | 0      | 0      | 0      |